# Večerka

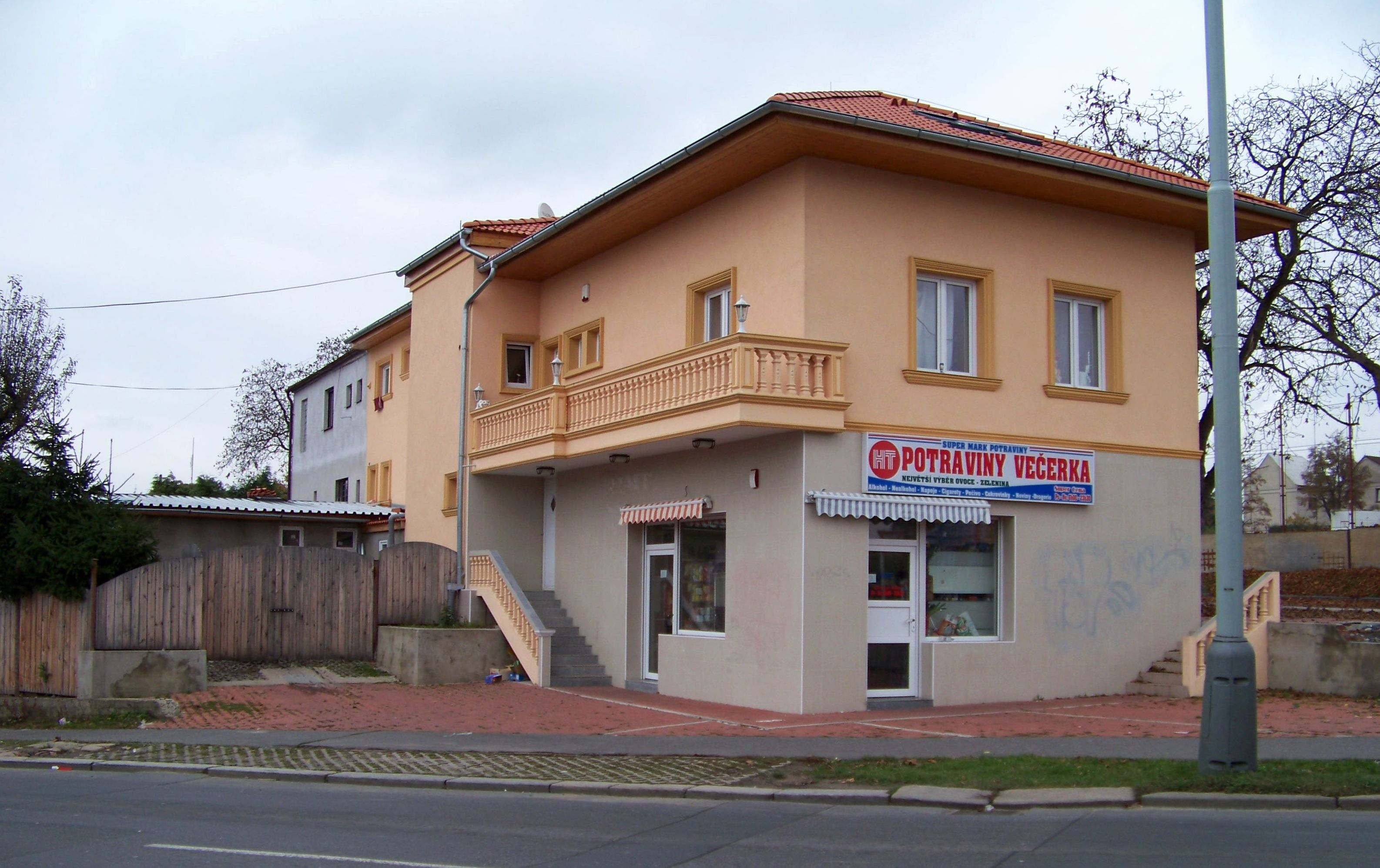
Večerka v Praze na Chodově

Večerka je název pro druh obchodů, které mají oproti ostatním prodlouženou otevírací dobu do pozdních večerních hodin, či mají otevřeno nonstop, což umožňuje vykonání nákupu i v časech, kdy ostatní obchody jsou již uzavřeny. Večerky jsou většinou umístěny ve větších městech anebo na místech, kde se v nočních hodinách nachází větší akumulace potenciálních zákazníků.

## Provoz
Večerky obvykle nabízejí potraviny a další základní zboží denní potřeby, drogistické zboží a většinou větší sortiment od jiných obchodů. V Česku se sporadicky objevovaly večerky za 90. let. Jejich rozmach ale začal až s nástupem vietnamských  prodejců. Večerní, noční a víkendová provozní doba se stala běžnou i u velkých supermarketů či hypermarketů, označení večerka se však používá spíše jen pro malé krámky.
Často jsou tyto obchody provozovány příslušníky vietnamské komunity v Česku, dle údajů z roku 2022 žije v ČR 54 tisíc osob s vietnamským občanstvím, z nichž 20 tisíc podniká a z toho 18 tisíc právě v maloobchodě. Takovýto neformální maloobchodní řetězec je podle odhadů největší tuzemský řetězec a může ovládat až pětinu trhu.
Velkoobchody si také otevírají vlastní sítě večerek, třeba řetězec Bala nebo Můj Obchod vytvořen Makrem.